# Vivienne Westwoodová
Vivienne Isabel Westwoodová (nepřechýleně Westwood), rozená Swireová, (8. dubna 1941 Tintwistle – 29. prosince 2022 Londýn) byla britská módní návrhářka, aktivistka a podnikatelka. Byla jednou z osobností, které zpopularizovaly styl punku a nové vlny.
Do obecného povědomí přišla v době, kdy společně s Malcolmem McLarenem vedli na londýnské King's Road butik SEX. Její schopnost propojit módu a hudbu pomohla v 70. letech vytvořit vizuální jazyk punkového hnutí, kterému dominovala kapela Sex Pistols (manažerem kapely byl sám McLaren). Punk návrhářka vnímala jako nástroj, pomocí kterého "si můžeme vyzkoušet, jestli lze módním systémem otřást".
Westwoodová si otevřela čtyři butiky v Londýně a postupně expandovala do zbytku Velké Británie a později celého světa. Její oblečení, doplňky a jiné produkty mnohdy podporují politické iniciativy, jako třeba CND (Campaign for Nuclear Disarmament) nebo kampaně bojující za občanská práva či odvrácení klimatické změny.

## Mládí
Westwoodová se narodila 8. dubna 1941 v malé vesnici Tintwistle v Derbyshiru, jejími rodiči byli manželé Gordon a Dora Swireovi. Její otec kvůli tehdy probíhající válce pracoval jako skladník ve výrobně letadel.
V roce 1958 se rodina přesunula do Harrow v Middlesexu, kde Vivienne začala navštěvovat kurz šperkařství na tehdejší harrowské umělecké škole, nicméně z ní odešla hned po prvním semestru, protože si kvůli svému dělnickému původu nedokázala představit, že by se mohla uměním uživit. Poté sice začala pracovat v továrně, ale v téže době započala svá studia učitelství. Po úspěšném dostudování začala učit na prvním stupni základní školy. Během tohoto období také vytvořila kolekci šperků, které prodávala na trhu na londýnské Portobello Road.
V roce 1962 potkala Dereka Westwooda a ještě v tom stejném roce se vzali. Svatební šaty na obřad si Vivienne ušila sama. O rok později se jim narodil syn Benjamin.

## Malcolm McLaren
Manželství s Westwoodem zkrachovalo poté, co potkala Malcolma McLarena. S ním se přestěhovala do londýnské čtvrti Balham, kde se jim v roce 1967 narodil syn Joseph Corré (příjmení dostal po otcově babičce). Westwoodová učila až do roku 1971 a zároveň šila oblečení, které s McLarenem společně navrhovali. Toto oblečení nosili také členové punkové kapely Sex Pistols, jejichž manažerem byl právě McLaren. Díky této spolupráci se umělecké dvojici dostalo mediální pozornosti.

## Punk
Vivienne Westwoodová je považována za návrhářku, která dala tvář punkovému stylu. Dodává k tomu: "Byla jsem mesiášem punku – chtěla jsem totiž zjistit, jestli lze celým módním systémem tak trochu otřást." Společně s McLarenem vedli butik SEX, který zároveň fungoval jako místo, kde se scházeli tehdejší představitelé londýnské punkové scény. Návrhářka byla zároveň inspirací pro jiné ikony tohoto hnutí, například Viv Albertineovou. Ta o Westwoodové ve své autobiografii napsala: „Vivienne a Malcolm využívají oblečení, aby šokovali, štvali a provokovali, ale zároveň chtějí podnítit změnu – ať už mohérovými svetry, které upletli tak velikými jehlicemi, že je finální produkt téměř průhledný, nebo děravými tričky s ručně psanými nápisy. Jejichž švy a cedulky jsou jasně viditelné z lícové strany, čímž poukazují na to, jak jsou vlastně ušity. Tento přístup s nimi sdílíme a je jasně vidět v hudbě, kterou děláme – snažíme se říct, že je v pořádku nebýt perfektní, a nebojíme se v hudbě i oblečení odrážet, co se nám honí hlavou.“

## Módní kolekce
Návrhy Westwoodové byly vždy odvážné a reprezentovaly její hodnoty. První kolekce, kterou Westwoodová oficiálně představila (ve spolupráci s McLarenem), vznikla pod značkou Worlds End a jmenovala se Pirates („Piráti“). V tomto tandemu vytvořili ještě další kolekce – Savages („Divoši“; 1981), Buffalo/Nostalgia of Mud („Buvol/Blátivá nostalgie“; 1982), Punkature („Punkatura“; 1982), Witches („Čarodějnice“; 1983) a Worlds End 1984 („Konec světa 1984“, později přejmenovaný na Hypnos; 1983). Poté, co se jejich partnerství rozpadlo, představila Westwood pod značkou Worlds End ještě jednu kolekci, která se jmenovala Clint Eastwood (1985/1985).
Své tvůrčí období od roku 1981 do 1985 sama Westwoodová označovala jako novoromantické a tvorbu z let 1988 až 1991 považovala za pohanskou. V letech 1985 až 1987 vytvořila jeden ze svých ikonických modelů – mini-cirni. Jedná se o kombinaci minisukně a viktoriánské krinolíny. Tento model má zároveň ideologický přesah – zatímco krinolína je z dnešního pohledu považována za omezující prvek, minisukně je naopak symbolem svobody. Tento model se poté stal inspirací například pro Christiana Lacroix.
Díky spolupráci s Richardem Bransonem také dostala příležitost navrhnout uniformy pro posádky letecké společnosti Virgin Atlantic. Ženskou uniformou se stal červený kostýmek s fazónou, mužům navrhla trojdílný oblek v kombinaci šedé a bordó. Westwoodová a Branson se snažili vytvořit uniformy z udržitelných materiálů.

### Významní klienti
Vivienne Westwoodová oblékala také řadu celebrit. V roce 2005 navrhla svatební šaty pro tanečnici a modelku Ditu Von Teese, která si tehdy brala zpěváka Marilyna Mansona.
Červené saténové šaty navržené Westwoodovou oblékla také herečka Marion Cotillard na premiéru filmu Veřejní nepřátelé (2009). Cotillard si na sebe vzala návrhářčin model také v roce 2013 na festivalu v Cannes – tehdy na sobě měla růžovo-béžové nabírané šaty.
Hned tři různé modely od Westwoodové vystřídala během svatby prince Williama a Catherine Middletonové také princezna Eugenie (členka britské královské rodiny) – jeden měla na slavnostním obědě před obřadem, druhý během obřadu a třetí na večírku po samotném ceremoniálu.
Model Westwoodové na sobě také měl Pharrell Williams. U příležitosti 56. udílení cen Grammy (2014) si na sebe vzal tzv. Buffalo klobouk, který měla návrhářka ve své kolekci v 80. letech.
Westwoodová navrhla také svatební šaty pro postavu Lunafreyi Nox Fleuret z videohry Final Fantasy XV.

### Sex ve městě
Model svatebních šatů od Westwoodové se objevil také ve filmu Sex ve městě (na motivy stejnojmenného seriálu). Díky tomu, že se hlavní postava Carrie Bradshaw živí jako sloupkařka v časopisu Vogue, dostane příležitost nafotit se ve svatebních šatech, které navrhla právě Westwoodová. Carrie se ve filmu zároveň zasnoubí s panem Božským, a tak šaty dostane od návrhářky jako dárek, dokonce s ručně psaným věnováním. 
Tyto svatební šaty se staly jedním z nejvýraznějších prvků filmu, což přimělo Westwoodovou, aby se své návrhy snažila prosadit i do pokračování filmu. Později se šaty nabídly na net-a-porter, e-shopu s luxusním zbožím, a byly do pár hodin pryč. Byly nabízeny také v kratší verzi po kolena.

## Politická angažovanost
V roce 1989 se Westwoodová objevila na obálce časopisu Tatler stylizovaná do britské ministerské předsedkyně Margaret Thatcherové. Měla na sobě dokonce kostýmek, který měl být političce později doručen. Na obálce časopisu byl pod fotkou Westwoodové titulek „Tahle žena kdysi byla punkerkou“. Deník The Guardian ji vyhodnotil jako jednu z nejlepších časopisových obálek všech dob.
V roce 2005 se Westwoodová spojila s Liberty, organizací na podporu lidských práv, a vydala limitovanou kolekci triček a oblečků pro děti s nápisem I AM NOT A TERRORIST, please don’t arrest me („Nejsem terorista, nezatýkejte mě, prosím“). Toto heslo vzniklo jako podpora práva habeas corpus – tedy příkaz dostavit se před soud. Použití tohoto práva brání rychlému odsouzení bez řádného soudního procesu.
V roce 2007 Westwoodová oznámila, že změnila svoje politické preference – zatímco předtím otevřeně vyjadřovala podporu Labouristické straně, později začala podporovat konzervativce, zejména kvůli jejich postojům ke svobodě občanů a lidským právům. V roce 2015 začala podporovat také Zelenou stranu Anglie a Walesu.
V roce 2013 zasvětila jednu ze svých kolekcí Chelsea Manningové – ženě odsouzené za neoprávněné zveřejňování utajovaných informací. Westwoodová nechala všem modelkám vyrobit odznáčky s fotkou Manningové a nápisem Truth („Pravda“).
V roce 2014 si Westwoodová nechala ostříhat vlasy, aby upozornila na klimatickou změnu. Objevila se také v kampani PETA na podporu Světového dne vody a v tom samém roce se stala ambasadorkou Trillion Found, crowdfundingové kampaně na podporu obnovitelné energie.
Westwoodová také ve všeobecných volbách v roce 2017 veřejně podpořila labouristického kandidáta Jeremyho Corbyna. Její podporu si získal hlavně kvůli jejich snaze o férové rozdělování peněz a ekologické smýšlení, které by dle Westwoodové mělo zajistit lepší budoucnost pro další generace. V roce 2019 společně s dalšími představiteli britské veřejné scény na podporu Corbyna podepsala otevřený dopis. Byl v něm popisován jako „světlo naděje v době boje se vzrůstajícím pravicovým nacionalismem, xenofobií a rasismem“.

### Podpora Zelené strany Anglie a Walesu a vyřazení z předvolební kampaně
V roce 2015 Westwoodová prohlásila, že podporuje Zelenou stranu Anglie a Walesu, jejíž předvolební kampaň dokonce finančně podpořila částkou 300 000 britských liber. V únoru téhož roku potom měla vystupovat jako tvář kampaně We Are The Revolution („My jsme revoluce“), kterou zelení zorganizovali a která byla koncipována jako turné po anglických univerzitách.
Nicméně těsně před kampaní bylo vystoupení Westwoodové vyškrtnuto z programu, o což se zasloužilo křídlo mladých zelených. Ti argumentovali tím, že nemůže na akci vystoupit, protože využívá daňové ráje, tudíž neodvádí část daní. Tento krok zelených později označila jako „promarněnou příležitost“ pro stranu.

### ManifestActive Resistance to Propaganda
V roce 2007 Westwoodová sepsala manifest s názvem Active Resistance to Propaganda („Aktivní odpor vůči propagandě“), ve kterém se zabývá vztahem mezi uměním, společností a klimatickou změnou.
Bylo jí ale vyčítáno, že aktivní vystupování proti konzumnímu způsobu života je přesným opakem módy, která je nad konzumu založená. Na to ovšem reagovala tvrzením: „Sice nerada obhajuji své modely, nicméně pokud na to máte peníze, kupte si oblečení u mě. Akorát toho nenakupujte moc.“ Ekologičtí aktivisté nicméně tvrdí, že ačkoliv neustále volala po zodpovědnosti vůči životnímu prostředí, neprovedla žádné kroky, které by udělaly její oblečení či její firmu více ekologickou.

### Julian Assange
Westwoodová byla podporovatelkou Juliana Assange a volala po jeho propuštění z vazby. Na London Fashion Week (lonskýnský týden módy) v roce 2012 využila mediální pozornosti a objevila se na něm v tričku s nápisem I am Julian Assange („Jsem Julian Assange“). Několikrát ho dokonce navštívila na ekvádorské ambasádě v Londýně a později i ve vězení. V roce 2020 si dokonce nechala před hlavní trestní soud postavit velkou ptačí klec, do které se nechala zavřít. Na sobě měla žlutý kalhotový kostým, který byl symbolem kanárka v uhelném dole. Tímto gestem protestovala proti vydání Assange do USA.

### Pochybnosti ohledně udržitelnosti oblečení
Eluxe Magazine, časopis zabývající se udržitelnou luxusní módou, v roce 2013 obvinil Westwoodovou z greenwashingu a argumentoval tím, že některé kolekce jejích modelů a šperků se vyrábějí v Číně. Eluxe dále poznamenal, že i když Westwoodová nabádá, aby lidé nakupovali méně, její značka každoročně vyprodukuje devět kolekcí. Navíc byla firma Westwoodové obviněna z toho, že zaměstnává neplacené stážisty, kteří musí pracovat až 40 hodin týdně. Někteří z nich si dokonce stěžovali na špatné pracovní podmínky.

## Knihy
Westwoodová je také označena jako autorka či spoluautorka různých knih, jako například Fashion in Art: The Second Empire and Impressionism („Móda v umění: Druhé císařství a impresionismus“).
V roce 2008 byla vydána kniha Vivienne Westwood Opus 2008 limited edition („Opus Vivienne Westwoodové 2008, limitovaná edice“), která mapuje její kariéru. Kniha samotná je uměleckým dílem – její rozměry jsou 90 x 64 cm a váží téměř 20 kilogramů. Vyšla nákladem 900 výtisků. Na fotografiích v knize se kromě návrhářky objevují také modelky Naomi Campbell, Kate Moss, Jerry Hall, Jasmine Guiness a Georgina May-Jagger, dále také Sarah Ferguson (vévodkyně z Yorku), režisér Tim Burton, aktivista a zpěvák Bob Geldof nebo herečka Helena Bonham Carter.
V roce 2014 byla publikovaná autorizovaná biografie Westwoodové, napsána Ianem Kellym. Novinář Paul Gorman ji označil za „nedbale napsanou“ a „plnou nepřesností“, včetně chyb ve jménech osobností („Jimmy Hendrix“ místo „Jimi Hendrix“, „Pete Townsend“ místo „Pete Townshend“, atd.), nesprávného data prvního koncertu Sex Pistols a špatně spočítaného věku, ve kterém McLaren zemřel.

## Ocenění
V roce 1992 Westwoodová získala řád britského impéria v hodnosti důstojník (OBE). Na ceremoniálu měla na sobě šedý kostým s dlouhou sukní, pod kterou neměla spodní prádlo. Před Buckinghamským palácem proto schválně před skupinou fotografů sukní zatočila, aby ukázala, co pod ní (ne)má. Z tohoto momentu vznikly ikonické fotografie. Poté uvedla, že se doslechla, že královnu fotky velice pobavily. V roce 2006 povýšila na hodnost rytíř-komandér (DBE) za „zásluhy v oblasti módy“.
Dvakrát vyhrála cenu British Designer of the Year (Britský návrhář roku).
V roce 2008 získala čestný doktorát na Heriot-Watt University za její přínos v průmyslu a využití skotských textilií.
V roce 2012 byla při příležitosti 60 let vlády královny Alžběty II. (Diamond Jubilee of Queen Elizabeth II.) zvolena skupinou sedmi novinářů, akademiků a historiků jako jedna z šedesáti Britů, kteří měli významný vliv na život ve Velké Británii. Její outfit z tartanu byl potom vyobrazen na známce ze speciální edice poštovních známek, kterou ve stejném roce vydala Královská pošta.
V roce 2018 vzniknul o návrhářce dokumentární film Westwood: Punk, Icon, Activist („Westwoodová: Punkerka, ikona, aktivistka“). O rok později napsala Isabel Sanchez Vergara jeden díl ze své série dětských leporel (Little People, Big Dreams – „Malí lidé s velkými sny“) právě o Vivienne Westwoodové.

## Osobní život
Westwoodová po sobě zanechala dvě děti – s Derekem Westwoodem měli syna Bena (narozen 1963), který se později stal fotografem erotických snímků. Druhým synem, jehož otcem je Malcolm McLaren, je Joseph Corré, který založil proslulou značku spodního prádla Agent Provocateur, ze které v roce 2009 odešel.
V roce 1992 si Westwoodová vzala svého bývalého studenta módy Andrease Kronthalera.
Byla vegetariánkou a vášnivou zahrádkářkou.
Zemřela v prosinci roku 2022, ve věku 81 let. Je pohřbena v rodné vesničce Tintwistle v hrabství Derbyshire.